# Équipe cycliste EvoPro Racing
 (janvier 2019).
L'équipe cycliste EvoPro Racing est une équipe cycliste continentale irlandaise créée en 2019.

## Principales victoires

### Courses d'un jour
- Gravel and Tar : Luke Mudgway (2019)

### Courses par étapes
- New Zealand Cycle Classic : Aaron Gate (2019)

## Classements UCI
L'équipe participe aux épreuves des circuits continentaux et en particulier de l'UCI Europe Tour. Les tableaux ci-dessous présentent les classements de l'équipe sur les différents circuits, ainsi que son meilleur coureur au classement individuel.
UCI America Tour
| UCI America Tour | UCI America Tour       | UCI America Tour                          | UCI America Tour |
| Année            | Classement par équipes | Meilleur coureur au classement individuel |                  |
| ---------------- | ---------------------- | ----------------------------------------- | ---------------- |
| 2021             | -                      | Brendan Rhim (343e)                       |                  |
|                  |                        |                                           |                  |
| Source : UCI     |                        |                                           |                  |

UCI Europe Tour
| UCI Europe Tour | UCI Europe Tour        | UCI Europe Tour                           | UCI Europe Tour |
| Année           | Classement par équipes | Meilleur coureur au classement individuel |                 |
| --------------- | ---------------------- | ----------------------------------------- | --------------- |
| 2019            | 60e                    | Wouter Wippert (466e)                     |                 |
| 2020            | 99e                    | Oskar Nisu (520e)                         |                 |
| 2021            | 55e                    | Conn McDunphy (609e)                      |                 |
| 2022            | 102e                   | Cian Keogh (1346e)                        |                 |
|                 |                        |                                           |                 |
| Source : UCI    |                        |                                           |                 |

UCI Oceania Tour
| UCI Oceania Tour | UCI Oceania Tour       | UCI Oceania Tour                          | UCI Oceania Tour |
| Année            | Classement par équipes | Meilleur coureur au classement individuel |                  |
| ---------------- | ---------------------- | ----------------------------------------- | ---------------- |
| 2019             | -                      | Aaron Gate (30e)                          |                  |
| 2021             | -                      | Cyrus Monk (34e)                          |                  |
|                  |                        |                                           |                  |
| Source : UCI     |                        |                                           |                  |

L'équipe est également classée au Classement mondial UCI qui prend en compte toutes les épreuves UCI et concerne toutes les équipes UCI.
| Classement mondial | Classement mondial     | Classement mondial                        | Classement mondial |
| Année              | Classement par équipes | Meilleur coureur au classement individuel |                    |
| ------------------ | ---------------------- | ----------------------------------------- | ------------------ |
| 2019               | 102e                   | Aaron Gate (510e)                         |                    |
| 2020               | 174e                   | Oskar Nisu (640e)                         |                    |
| 2021               | 82e                    | Cyrus Monk (752e)                         |                    |
| 2022               | 189e                   | Cian Keogh (2141e)                        |                    |
|                    |                        |                                           |                    |
| Source : UCI       |                        |                                           |                    |

## EvoPro Racing en 2022
| Cycliste            | Date de naissance | Nationalité | Équipe 2021               |  |
| ------------------- | ----------------- | ----------- | ------------------------- |  |
| Bryan Boussaer      | 19 novembre 1996  | Belgique    | Tarteletto-Isorex (2019)  |  |
| Rhys Britton        | 13 mai 1999       | Royaume-Uni |                           |  |
| Liam Curley         | 26 février 2000   | Irlande     |                           |  |
| Daire Feeley        | 4 décembre 1996   | Irlande     | EvoPro Racing (2019)      |  |
| Eamon Franck        | 15 octobre 1992   | États-Unis  |                           |  |
| Dylan Guinet        | 29 avril 1997     | France      | EvoPro Racing             |  |
| Cian Keogh          | 6 avril 1999      | Irlande     |                           |  |
| Cesar Macias        | 17 septembre 2003 | Mexique     | Start Cycling Team (2022) |  |
| Conn McDunphy       | 3 février 1997    | Irlande     | EvoPro Racing             |  |
| Mitchell McLaughlin | 18 mars 1998      | Irlande     | SwiftCarbon Pro Cycling   |  |
| Tom Moriarty        | 30 novembre 2002  | Irlande     |                           |  |
| Jack Bernard Murphy | 22 octobre 1999   | Irlande     |                           |  |
| Seán Nolan          | 12 septembre 2001 | Irlande     | EvoPro Racing             |  |
| Fintan Ryan         | 24 septembre 1996 | Irlande     | EvoPro Racing             |  |
| Nathan Székely      | 26 août 2001      | Belgique    |                           |  |
| Michael Van Staeyen | 13 août 1988      | Belgique    | EvoPro Racing             |  |
| Maarten Verheyen    | 22 juin 1999      | Belgique    | EvoPro Racing             |  |